# Albion (Nebraska)
Albion – miasto w Stanach Zjednoczonych, w stanie Nebraska, siedziba administracyjna hrabstwa Boone.